# Отворено првенство Валенсије у тенису
Отворено првенство Валенсије или Valencia Open 500 (раније познат под именом Open de Tenis Comunidad Valenciana) некадашњи је професионални мушки тениски турнир који се играо на тврдој подлози у дворани. Спадао је у категорију АТП 500. Одржавао се сваке године (обично у октобру) у дворани Град уметности и наука.

## Историја
Први турнир је одржан у Валенсији 1995, да би наредне две године турнир био пребачен у Марбељу. Од 1998. до 2002. одржавао се на Мајорки, а 2003. враћен је у Валенсију, где је остао до данас.
Ово је до 2008. био турнир на земљаној подлози, али 2009. заменио је подлогу и време одржавања са турниром Мадриду где се отад игра на отвореном и на земљаној подлози, а турнир у Валенсији у дворани и на тврдој подлози.
Одржавао се до 2015. године, када је последњи пут одржано такмичење у оквиру серије АТП 250 турнира.

## Протекла финала

### Мушкарци појединачно
| Локација  | Година | Победник           | Финалиста             | Резултат                 |
| Валенсија |        |                    |                       |                          |
| --------- | ------ | ------------------ | --------------------- | ------------------------ |
| Валенсија | 2015.  | Жоао Соуза         | Роберто Баутиста Агут | 3:6, 6:3, 6:4            |
| Валенсија | 2014.  | Енди Мари          | Томи Робредо          | 3:6, 7:6,(9:7) 7:6(10:8) |
| Валенсија | 2013.  | Михаил Јужни       | Давид Ферер           | 6:3, 7:5                 |
| Валенсија | 2012.  | Давид Ферер        | Александар Долгополов | 6:1, 3:6, 6:4            |
| Валенсија | 2011.  | Марсел Гранољерс   | Хуан Монако           | 6:2, 4:6, 7:6(7:3)       |
| Валенсија | 2010.  | Давид Ферер        | Марсел Гранољерс      | 7:5, 6:3                 |
| Валенсија | 2009.  | Енди Мари          | Михаил Јужни          | 6:3, 6:2                 |
| Валенсија | 2008.  | Давид Ферер        | Николас Алмагро       | 4:6, 6:2, 7:6(7:2)       |
| Валенсија | 2007.  | Николас Алмагро    | Потито Стараче        | 4:6, 6:2, 6:1            |
| Валенсија | 2006.  | Николас Алмагро    | Жил Симон             | 6:2, 6:3                 |
| Валенсија | 2005.  | Игор Андрејев      | Давид Ферер           | 3:6, 7:5, 6:3            |
| Валенсија | 2004.  | Фернандо Вердаско  | Алберт Монтањес       | 7:6(7:5), 6:3            |
| Валенсија | 2003.  | Хуан Карлос Фереро | Кристоф Рохус         | 6:2, 6:4                 |
| Мајорка   | 2002.  | Гастон Гаудио      | Јарко Нијеминен       | 6:2, 6:3                 |
| Мајорка   | 2001.  | Алберто Мартин     | Гиљермо Корија        | 6:3, 3:6, 6:2            |
| Мајорка   | 2000.  | Марат Сафин        | Микаел Тилстрем       | 6:4, 6:3                 |
| Мајорка   | 1999.  | Хуан Карлос Фереро | Алекс Коређа          | 2:6, 7:5, 6:3            |
| Мајорка   | 1998.  | Густаво Киртен     | Карлос Моја           | 6:7(5:7), 6:2, 6:3       |
| Марбеља   | 1997.  | Алберт Коста       | Алберто Берасатеги    | 6:3, 6:2                 |
| Марбеља   | 1996.  | Марк-Кевин Гелнер  | Алекс Коређа          | 7:6(7:4), 7:6(7:2)       |
| Валенсија | 1995.  | Шенг Схалкен       | Гилберт Шалер         | 6:4, 6:2                 |

### Мушки парови
| Локација  | Година | Победници                         | Финалисти                         | Резултат у финалу           |
| --------- | ------ | --------------------------------- | --------------------------------- | --------------------------- |
| Валенсија | 2014.  | Жан-Жилијен Ројер Орија Текау     | Кевин Андерсон Жереми Шарди       | 6:4, 6:2                    |
| Валенсија | 2013.  | Александер Пеја Бруно Соарес      | Боб Брајан Мајк Брајан            | 7:6(7:3), 6:7(1:7), [13:11] |
| Валенсија | 2012.  | Александер Пеја Бруно Соарес      | Давид Мареро Фернандо Вердаско    | 6:3, 6:2                    |
| Валенсија | 2011.  | Боб Брајан Мајк Брајан            | Ерик Буторак Жан-Жилијен Ројер    | 6:4, 7:6(11:9)              |
| Валенсија | 2010.  | Енди Мари Џејми Мари              | Махеш Бупати Макс Мирни           | 7:6(10:8), 5:7, [10:7]      |
| Валенсија | 2009.  | Франтишек Чермак Михал Мертињак   | Марсел Гранољерс Томи Робредо     | 6:4, 6:3                    |
| Валенсија | 2008.  | Максимо Гонзалез Хуан Монако      | Травис Парот Филип Полашек        | 7:5, 7:5                    |
| Валенсија | 2007.  | Весли Муди Тод Пери               | Ив Алегро Себастијан Пријето      | 7:5, 7:5                    |
| Валенсија | 2006.  | Давид Шкох Томаш Зиб              | Лукаш Длоухи Павел Визнер         | 6:4, 6:3                    |
| Валенсија | 2005.  | Фернандо Гонзалез Мартин Родригез | Лукас Арнолд Кер Маријано Худ     | 6:4, 6:4                    |
| Валенсија | 2004.  | Гастон Етлис Мартин Родригез      | Фелисијано Лопез Марк Лопез       | 7:5, 7:6(7:5)               |
| Валенсија | 2003.  | Лукас Арнолд Кер Маријано Худ     | Брајан Макфи Ненад Зимоњић        | 6:1, 6:7(7:9), 6:4          |
| Мајорка   | 2002.  | Махеш Бупати Леандер Паес         | Џулијан Новле Михаел Колман       | 6:2, 6:4                    |
| Мајорка   | 2001.  | Доналд Џонсон Џаред Палмер        | Фелисијано Лопез Франсиско Роих   | 7:5, 6:3                    |
| Мајорка   | 2000.  | Микаел Љодра Дијего Наргизо       | Алберто Мартин Фернандо Висенте   | 7:6(7:2), 7:6(7:3)          |
| Мајорка   | 1999.  | Лукас Арнолд Кер Томас Карбонел   | Алберто Берасатеги Франсиско Роих | 6:1, 6:4                    |
| Мајорка   | 1998.  | Пабло Албано Данијел Орсаник      | Јиржи Новак Давид Рикл            | 7:6(11:9), 6:3              |
| Марбеља   | 1997.  | Карим Алами Хулијан Алонсо        | Алберто Берасатеги Ђорди Буриљо   | 4:6, 6:3, 6:0               |
| Марбеља   | 1996.  | Ендру Крацман Џек Вејт            | Пабло Албано Лукас Арнолд Кер     | 6:7, 6:3, 6:4               |
| Валенсија | 1995.  | Томас Карбонел Франсиско Роих     | Том Кемперс Џек Вејт              | 7:5, 6:3                    |